# Snail Mail
Snail Mail est le projet de Rock indépendant en solo de la guitariste et chanteuse-compositrice-interprète Lindsey Jordan. En 2015, dès l'âge de 15 ans, elle commence à jouer ses chansons en concert avec son groupe et sort l'EP Habit en 2016,. Snail Mail sort son premier album studio, Lush, le 8 juin 2018 sur le label Matador Records.

Lush est nommé pour les prix Révélation et Meilleur Album Rock aux Libera Awards 2019.
En novembre 2021, Snail Mail sort son deuxième album, Valentine.

## Jeunesse
Lindsey Erin Jordan grandi à Ellicott City, dans la banlieue de Baltimore. Sa mère tient un magasin de lingerie et son père travaille pour un éditeur de manuels scolaires. Jordan reçoit une éducation catholique romaine . Elle commence à jouer de la guitare à l'âge de 5 ans, et à l'adolescence, se passionne pour la scène punk. À l'âge de 8 ans, Jordan voit Paramore en concert lors de leur tournée pour Riot!. Elle cite cette expérience comme un "grand moment" qui l'a inspirée pour former son propre groupe,. Elle joue de la guitare pour un groupe religieux et un groupe de jazz à l'école. Elle commence à écrire ses propres chansons vers l'âge de 12 ans et à organiser ses propres concerts dans des restaurants et des cafés,. En 2018, Lindsey Jordan est admise au St. Joseph's College de Brooklyn, mais choisi de renoncer aux études afin de se concentrer sur sa carrière.

## Carrière
Lindsey Jordan sort en 2015 son EP solo et auto-produit Sticki. Elle se produit ensuite à plusieurs reprises en concert avec son nouveau groupe Snail Mail. Elle est rejointe par Ryan Vieira à la basse et Shawn Durham à la batterie. Après une brève tournée en 2016, Jordan sort l'EP intitulé Habit sur le label Sister Polygon Records, qui attire l'attention après avoir été présenté sur plusieurs importants sites internet de musique américains, dans la foulée ils signent avec l'agence Ground Control Touring. Pitchfork ajoute d'ailleurs le titre d'ouverture de l'EP, "Thinning", à leur série Meilleur Nouveau Titre.
Snail Mail, désormais avec le bassiste Alex Bass et le batteur Ray Brown, partent en 2017 en tournée en Amérique du Nord pour jouer en première partie de Priests, Girlpool, Waxahatchee et de Beach Fossils. Jordan signe en septembre 2017 avec Matador Records  et son premier album Lush sort le 8 juin 2018, applaudie par des critiques généralement positives ,. Snail Mail joue ses premières tournées en tête d'affiche début 2018.

Snail Mail est bien reçu par les critiques. Leur musique est décrite comme une réminiscence des sons des années 1990, « reconfigurant la musique de la décennie, de leur naissance. ». Pitchfork décrit les paroles des titres de Snail Mail, comme « émotionnellement sage, musicalement clair, et englobant à la fois l'actualité et le futur de l'indie-rock. ». Le magazine Rolling Stone donne au premier album de Snail Mail Lush la note de trois et demi-étoiles et décrit le potentiel de Lindsey Jordan et de sa musique comme : « le travail d'un groupe d'indie-rock prodige. ».

En juin 2019, Snail Mail publie une nouvelle version de son titre Pristine en Simlish, pour le nouveau jeu EA The Sims 4 : Iles paradisiaques. Ce même mois, Matador Records réédite Habit incluant une reprise du groupe Courtney Love et leur chanson The 2nd Most Beautiful Girl in the World.

Snail mail sort en novembre 2021 son second album intitulé Valentine. Si les premiers albums de Snail Mail se distinguent par leur sonorité dépouillée et Lo-fi à base de guitare,, Valentine adopte une palette sonore plus riche, incorporant des synthétiseurs, des cordes et des samples. Lindsay Zoladz du The New York Times note le sens non conventionnel de la mélodie de Lindsey Jordan et sa préférence pour les pédales d'effets " troubles ", deux éléments qui témoignent d'influences du rock indépendant des années 1990. Ses paroles sont remarquées pour leur nature candide et introspective. En ce qui concerne son processus d'écriture, Jordan a déclaré : 
«J'ai vraiment du mal à écrire à partir d'un point autre que l'honnêteté totale en moi-même.»

## Influences
Les influences du groupe incluent My Bloody Valentine, Sonic Youth, Elliott Smith, Liz Phair, Cat Power, The Cranberries, Pavement, The Velvet Underground, Paramore, et Fiona Apple.
Lindsey Jordan a cité Mary Timony (en) comme sa guitariste préférée, et a reçu des leçons de guitare de Timony elle-même. Parmi les autres guitaristes qui l'ont inspirée figurent Marnie Stern, Kurt Vile, Steve Gunn et Mark Kozelek.

## Membres du groupe

### Membres actuels
- Lindsey Jordan - chant, guitare
- Alex Bass – basse
- Ray Brown – batterie
- Blaise O'Brien - clavier, percussions, guitare

### Anciens membres
- Ryan Vieira – basse
- Shawn Durham – batterie
- Daniel Butko — guitare
- Madeline McCormack – guitare, claviers
- Kelton Young — guitare
- Ian Eylanbekov — guitare

## Discographie

### Albums studio
- 2018 : Lush
- 2021 : Valentine

### EPs
- 2015 : Sticki
- 2016 : Habit
- 2023 : Valentine (Demos)

### Singles
- 2018 : Pristine
- 2018 : Heat Wave
- 2018 : Let's Find an Out
- 2019 : The 2nd Most Beautiful Girl In The World
- 2021 : Valentine
- 2021 : Ben Franklin
- 2021 : Madonna
- 2022 : Adore you (Valentine Demo)
- 2023 : Easy Thing
- 2024 : Tonight, Tonight